# Baphiastrum
Baphiastrum là một chi thực vật có hoa trong họ Đậu.